# فريدريك أندرو
فريدريك أندرو (بالإنجليزية: Frederick Andrew)‏ هو متسابق بياثل بريطاني، ولد في 28 أبريل 1940 في Newtownards ‏ في المملكة المتحدة، وتوفي في 2007.

## وصلات خارجية
- فريدريك أندرو على موقع أوليمبيديا (الإنجليزية)